# Cold Spring Harbor (àlbum de Billy Joel)
Cold Spring Harbor va ser el primer àlbum de Billy Joel com a solista, i fou llançat el 1971. Abans havia tingut altres discos com a membre de les bandes "The Hassles" i "Attila", però aquest va ser el seu primer esforç com a solista. Va ser distribuït per Family Productions, però per un error en la cinta mestra, les cançons s'interpretaven lleugerament més ràpides, ocasionant que la veu de Billy Joel sonés una mica aguda.
Artie Ripp, propietari de Family Productions i de les cintes mestres, va tornar a mesclar i llançar una versió actualitzada de l'àlbum en 1983 a Columbia Records, sense involucrar a Billy Joel.

## Llista de cançons
Totes les cançons de Billy Joel
1. "She's Got a Way" – 2.49
2. "You Can Make Me Free" – 2.56 (5.40 Original LP)
3. "Everybody Loves You Now" – 2.48
4. "Why Judy Why" – 2.56 (3.46 Original LP)
5. "Falling of the Rain" – 2.38
6. "Turn Around" – 3.04
7. "You Look So Good to Me" – 2.27
8. "Tomorrow Is Today" – 4.40
9. "Nocturne" – 2.46
10. "Got to Begin Again" – 2.49